# Пушкари (Тамбовская область)
Пушкари — село в Тамбовском районе Тамбовской области России. Входит в Стрелецкий сельсовет. 

## География
Расположено в 5 км от западной границы города Тамбова. На юге примыкает к селу Стрельцы.

## История
Село берёт начало от Пушкарской Слободы, образованной в период строительства Тамбовской крепости в 1636 году. Слобода была заселена военными служилыми людьми - пушкарями, которые одновременно обрабатывали закрепленные за ними земли в 7-8 км от Тамбова.
В епархиальных сведениях 1911 года указано как село Пушкарские выселки, где значилось 412 дворов, в которых проживали 1273 мужчин и 1260 женщин. Каменная церковь была построена в 1901 году. Имелось две школы - церковно-приходская и земская.

## Население
| 2002 | 2010  |
| ---- | ----- |
| 1102 | ↗1178 |

### Национальный состав
Согласно результатам переписи 2002 года, в национальной структуре населения русские составляли 96 % от общего числа жителей.